# Dealul Gornăcelu
Dealul Gornăcelu (monument al naturii) este o arie protejată de interes național ce corespunde categoriei a III-a IUCN (rezervație naturală de tip mixt), situată în județul Gorj, pe teritoriul administrativ al comunei Schela.

## Localizare
Aria naturală se află în depresiunea intramontană a văii Jiului, în extremitatea nordică a județului Gorj, în teritoriul nordic al satului Gornăcel, între râul Porcu și pârâul Vijola.

## Descriere
Rezervația naturală a fost declarată arie protejată prin Legea Nr.5 din 6 martie 2000 și reprezintă o arie naturală cu depozite recifale (Serpula gregalis, Cardium sp.).